# Juana de Acre
Juana de Acre (Acre), abril de 1272-Clare, 23 de abril de 1307) fue hija del rey Eduardo I de Inglaterra y de Leonor de Castilla. Su nombre Acre proviene de su lugar de nacimiento en Tierra Santa mientras sus padres se encontraban en una cruzada.
Se casó dos veces; su primer marido fue Gilbert de Clare, conde de Gloucester y Hertford, uno de los más poderosos nobles del reino de su padre; su segundo marido fue Ralph de Monthermer, un sirviente de su exmarido, cuyo matrimonio ocurrió en secreto.
Juana es famosa por los milagros que han ocurrido en su tumba, y por la gran cantidad de referencias que existen acerca de ella en la literatura.

## Matrimonios
Juana de Acre, la segunda hija de Eduardo I, se casó por primera vez a la edad de 18 años con un hombre mucho mayor: Gilbert de Clare, un divorciado de 46 años que era un magnate problemático dentro del reino de su padre.
Cuando él murió cinco años después, Juana se convirtió en una viuda extremadamente atractiva: joven, con fertilidad comprobada (como madre de cuatro) y en posesión exclusiva de una de las propiedades más valiosas de Inglaterra.
Con sus conexiones reales, era una fuerte tentación para los poderosos gobernantes europeos y podría haber escogido ser consorte en una rica corte lejos de Inglaterra.
Pero Juana se había enamorado de un joven apuesto, pero sin tierra, del séquito de su difunto esposo llamado Ralph de Monthermer.
Decidida a no separarse de su amante, se casó con él en una ceremonia secreta que contravenía su voto de homenaje a su padre (las viudas ricas que poseían tierras directamente del monarca necesitaban el permiso del rey para volver a casarse, ya que sus nuevos maridos recibirían poder a través de control de sus propiedades).
El rey estaba lívido, pero finalmente perdonó a su obstinada hija, quien logró mantener sus propiedades e ingresos independientes, así como al hombre que amaba.